# Koriaks
Pour les articles homonymes, voir Koryak.
Cet article concerne le peuple koriak. Pour la langue koriake, voir Koriak.
Les Koriaks (ou Koryaks), sont un peuple du kraï du Kamtchatka (anciennement Koriakie) en Extrême-Orient russe, habitant au sud du bassin de l'Anadyr. Ils sont apparentés aux  Tchouktches, notamment de par leur mode de vie (nomadisme, importance des rennes), leur langue et leurs traits physiques. Ils sont aussi apparentés, de façon plus distante, aux Itelmènes.

## Caractéristiques
Les Koriaks sont physiquement décrits au début du XXe siècle comme « de taille moyenne, de forte constitution, ils ont le visage rond, la tête aplatie, de petits yeux avec un long nez et des pommettes saillantes, les cheveux noirs, tressés chez les femmes en deux nattes, la barbe peu développée. » On distingue alors les Koriaks côtiers, sédentaires (les Nimilan), et les nomades (les Tchavtchouven).
Si la révolution russe a influé sur leur mode de vie, l'activité des Koriaks reste majoritairement partagée entre la renniculture nomade et la pêche. Après la chute du communisme, ils ont écrit aux journaux pour rappeler que les pacages de leurs rennes seraient anéantis si les projets d'exploitation minière étaient mis en œuvre par le nouveau pouvoir. 
Ils pratiquent un ensemble de croyances proche du chamanisme (certaines cérémonies leur permettent de communiquer avec les esprits, en utilisant notamment des champignons hallucinogènes) et leur cosmologie présente de grandes similarités avec celle des Tchouktches.
Pour les Koriaks, le renne reste un animal sacré qu'ils honorent toujours après l'avoir tué pour obtenir son pardon.

## Territoire
Faisant face à l'Amérique, l'austère territoire des Koriaks n'est épargné par les tempêtes que trois mois par an.
Tout au nord du Kamtchatka, les déferlantes de la mer de Béring butent sur les falaises de la région autonome des Koriaks. La mer d'Okhotsk à l'ouest et la mer de Béring à l'est ne sont navigables qu'en été, seule période autorisant l'approvisionnement des petites villes. Commencée ici en 1651 à proximité de l'Alaska où les tsars avaient implanté quelques colonies russes, la colonisation du Kamtchatka ne sera terminée qu'au début du XVIIIe siècle et la province rattachée définitivement à la Russie en 1708.
| Raïons ou équivalents où ils sont plus de 5 % en 2010 |                    |      |
| Raïons                                                | Sujet              | %    |
| Raïon de la Penjina                                   | Kraï du Kamtchatka | 42,9 |
| Palana                                                | Kraï du Kamtchatka | 35,1 |
| Raïon du Karaga                                       | Kraï du Kamtchatka | 31,7 |
| Raïon de Tiguil                                       | Kraï du Kamtchatka | 28,7 |
| Raïon du Nord-Evensk                                  | Oblast de Magadan  | 24,1 |
| Raïon d'Olioutorsk                                    | Kraï du Kamtchatka | 21   |

## Génétique
Les Koriaks possèdent une partie de leur ascendance qui est d'origine amérindienne. Cette ascendance serait due à des mélanges génétiques avec les populations amérindiennes, le plus récent étant estimé à seulement 1500 ans.

### Filmographie
- Éleveurs Koriaks, film d'Alain Tixier, extrait de Les éleveurs de rennes d'Ushuaïa nature, Yagan productions, TF1, 1999, 26 min (DVD 1)

#### Ethnographie des Koriaks
- Lev Sternberg (1861-1927)
- Vladimir Bogoraz (1865-1936)